# CAMS 55
CAMS 55 – francuska łódź latająca z okresu międzywojennego, używana także w czasie II wojny światowej.

## Historia
W 1928 roku we francuskiej wytwórni lotniczej Chantiers aéro-maritimes de la Seine (CAMS) rozpoczęto produkcję wodnosamolotu pasażersko-pocztowego CAMS 53, który okazał się udaną konstrukcją. W związku z tym francuska Marynarka Wojenna zamówiła jego wersję patrolowo-rozpoznawczą. Ponieważ konstrukcja była już gotowa i wymagała jedynie przystosowania do celów wojskowych, prototyp wyposażony w silnik Hispano-Suiza 12Lbr o mocy 600 KM był już gotowy w 1928 roku i w tym roku został oblatany. Następnie na zamówienie Marynarki Wojennej zbudowano 2 wodnosamoloty wyposażone w silniki Gnome et Rhône GR 9Akx o mocy 480 KM, oznaczone jako CAMS 55J i 2 – wyposażone w silniki Hispano-Suiza 12Lbr o mocy 600 KM oznaczone jako CAMS 55H, które poddano testom. Były to samoloty przystosowane do służby w Marynarce Wojennej, posiadały uzbrojenie oraz systemy łączności. 
Następnie rozpoczęto produkcję seryjną tych samolotów, przy czym budowano samoloty w obu wersjach, tj. wyposażonych w oba typy silników, oznaczone odpowiednio jako CAMS 55.2 i CAMS 55.1. Po rozpoczęciu produkcji seryjnej dalej rozwijano tę konstrukcję opracowując kolejne jej wersje, lecz tylko wersję oznaczoną CAMS 55.10 zbudowano i produkowano seryjnie od 1934 roku. Pozostałe wersje pozostały tylko w projektach.
Seryjna produkcja samolotu wszystkich wersji trwała od 1928 do 1935 roku i ostatecznie wyprodukowano 115 samolotów tego typu.

### Wersje samolotu
- CAMS 55.001 – prototyp, wyposażony w silniki Hispano-Suiza 12Lbr o mocy 600 KM, zbudowano jeden egzemplarz.
- CAMS 55.1 (CAMS 55H) – wodnosamolot seryjny, wyposażony w silniki Hispano-Suiza 12Lbr o mocy 600 KM, zbudowano 43 samoloty + 2 serii przedprodukcyjnej.
- CAMS 55.2 (CAMS 55J) – wodnosamolot seryjny, wyposażony w silniki Gnome et Rhône GR 9Akx o mocy 480 KM, zbudowano 29 samoloty + 2 serii przedprodukcyjnej.
- CAMS 55.10 – wersja wyposażona w silniki Gnome et Rhône GR 9Akx o mocy 480 KM, zbudowano 32 samoloty tego typu, z tego 16 otrzymało kadłub wykonany z blachy, a 4 były wykonane jako samoloty „kolonialne” i otrzymały radiostację o dużym zasięgu.

Ponadto zbudowano pojedyncze egzemplarze wersji CAMS 55.3, 55.6, 55.11 i 55.14 oraz opracowano kilka innych wersji, których nie zbudowano. Modyfikacje te to przede wszystkim zmiany w kadłubie i zastosowanie metalu w konstrukcji. Te modyfikacje znalazły zastosowanie w wersji CAMS 55.10, która to była ostatnią wersja budowaną seryjnie.

## Użycie w lotnictwie
Wodnosamoloty CAMS 55 od 1930 roku zaczęto wprowadzać do eskadr Marynarki Wojennej, jako pierwsze otrzymały je eskadry 3E1 w Berhet i 4E1 w bazie Karouba (Tunezja Francuska). Później otrzymały je kolejne eskadry dalekiego rozpoznania lotnictwa marynarki. Od 1936 roku w tych eskadrach zaczęto je zastępować nowymi wodnosamolotami Breguet 521. Natomiast samoloty te były przenoszone do eskadr bliskiego rozpoznania.
W 1939 roku w lotnictwie marynarki znajdowało się jeszcze 29 samolotów tego typu, ale tylko w jednostkach szkolnych i pomocniczych. Jednak w czasie mobilizacji 13 z nich trafiło do eskadr liniowych, z tego 8 było na terenie Francji, 3 w Tunezji i 2 na Tahiti, już w okresie wojny do eskadr bojowych weszło 18 samolotów tego typu. Na terenie Europy brały one udział w walkach do upadku Francji 10 maja 1940 roku. Do sierpnia 1940 roku zostały ostatecznie wycofane z lotnictwa i skasowane. 
Natomiast samoloty stacjonujące na Tahiti z eskadry 20S, weszły w skład sił Wolnych Francuzów i były używane do stycznia 1941 roku, kiedy zostały skasowane ze względu za techniczne zużycie.

## Opis techniczny
Wodnosamolot CAMS 55 był dwupłatem o konstrukcji mieszanej, kadłub łodziowy kryty metalowymi blachami. Do kadłuba zamocowany był dolny płat. W kadłubie mieściły się cztery kabiny oraz przednie i tylne stanowiska dla strzelców pokładowych wyposażone w dwa sprzężone karabiny maszynowe na obrotnicach. Za stanowiskiem strzelca przedniego mieściła się kabina pilota, a za nim nawigatora-radiotelegrafisty i kolejne stanowisko strzelca pokładowego. Napęd stanowił dwa 12-cylindrowe silniki w układzie tandem umieszczone w gondoli pod górnym płatem. Przedni silnik napędzał śmigło ciągnące, a tylny śmigło pchające.
Samolot był uzbrojony w karabiny maszynowe Lewis kal. 7,7 mm – podwójnie sprzężone na dwóch stanowiskach oraz bomby o łącznej wadze 300 kg.